# Madeleine Sherwood
Madeleine Sherwood (Montreal, 13 de noviembre de 1922 - Saint-Hippolyte, 23 de abril de 2016) fue una actriz canadiense de teatro, cine y televisión, conocida por representar a Mae en la versión teatral y cinematográfica de Cat on a Hot Tin Roof y a Miss Lucy en la versión teatral y cinematográfica de Dulce pájaro de juventud, ambas de Tennessee Williams. Protagonizó o apareció en 18 producciones de Broadway, incluyendo El resistible ascenso de Arturo Ui, ¿Escucho un vals? e Invitación a una marcha. Sin embargo, es mejor recordada como la reverenda madre superiora Plácido en La novicia voladora, serie en la que estuvo trabajando desde 1967 hasta 1970.

## Primeros años y vida personal
Primeros años
Sherwood nació como Madeleine Louise Hélène Thornton en Montreal, Quebec, Canadá, y era nieta del decano de odontología de la Universidad McGill. Sherwood hizo su primera aparición en el escenario a la edad de cuatro años en una obra de teatro sobre la Pasión de Cristo. Comenzó su carrera profesional en Montreal cuando Rupert Kaplan le dio papeles en obras de teatro y telenovelas de la CBC.
Vida personal:
Sherwood estaba en la lista negra durante la era de McCarthy. Durante el movimiento de derechos civiles trabajó con Martin Luther King, Jr. , a finales de los años 1950 y 1960, y se fue al sur para unirse NÚCLEO ( Congreso de igualdad racial ). Fue detenida durante un paseo de la Libertad, encarcelado y condenado a seis meses de trabajo duro, para "[E] ndangering el usos y costumbres de la gente de Alabama". 
Durante la década de 1980, recibió una beca de la AFI como una de las primeras mujeres para dirigir cortometrajes para ellos (junto con Cicely Tyson , Joanne Woodward , y otros). Ella escribió, dirigió y actuó en su película, buenas noches, dulce príncipe , que recibió excelentes críticas. 
En la década de 1970, conoció a Gloria Steinem , Betty Dodson y otros activistas en la Conferencia sexual de las primeras mujeres en el Barnard College en la ciudad de Nueva York. [ Cita requerida ] A partir de ahí, empezó a grupos de concienciación y talleres de asesoramiento para las mujeres y el incesto. 
A principios de 1990, regresó a Canadá y reasentada en Victoria, Columbia Británica , y Saint-Hippolyte, Quebec . Había vivido durante gran parte de su vida en Estados Unidos, pero mantuvo la nacionalidad canadiense durante toda su vida. Fue miembro de la Sociedad de los Amigos (Cuáqueros). 
Muerte 
Sherwood murió el 23 de abril de 2016, en su casa de la infancia en Lac Cornu, Quebec. No se dio a conocer ninguna causa de muerte.

## Carrera
Sherwood se trasladó a Nueva York en 1950 e hizo su primera aparición en Broadway en la obra de Horton Foote La persecución en sustitución de Kim Stanley. En 1953  creó el papel de Abigail Williams en la obra de teatro de Arthur Miller, Las brujas de Salem. Elia Kazan la lanzó al estrellato como Mae, la horrible cuñada, en la La gata sobre el tejado de zinc de Tennessee Williams en 1954 y después en Dulce pájaro de juventud como Miss Lucy.  Repitió esos dos papeles en las versiones cinematográficas de ambas obras de teatro. Se convirtió en miembro del Actors Studio en 1957 trabajando con Lee Strasberg y ahora es miembro vitalicio del Actors Studio.
Sherwood estuvo en la lista negra del macarthismo. Durante el Movimiento por los Derechos civiles en Estados Unidos ella conoció y trabajó con Martin Luther King. A finales de los años 1950 y los años 1960 se fue al sur para unirse al CORE. Fue arrestada durante un paseo por la libertad, encarcelada y condenada a seis meses de trabajos forzados por Poner en peligro a la aduana y a las costumbres de la gente de Alabama. Su abogado, Fred Grey, fue el primer afroestadounidense en representar a una mujer blanca de la Línea Mason-Dixon. Durante este periodo perdió gran parte de su sentido del oído.
En el año de 1964 participó en la serie El Fugitivo en el capítulo Devil's Carnival en el papel de Marybeth Thompson, la telefonista del pueblo de Corona.
Durante los años 1980, recibió una beca del American Film Institute, como una de las primeras mujeres en dirigir cortometrajes para el A.F.I. (junto con Cicely Tison, Joanne Woodward y otras). Escribió, dirigió y actuó en su película, Good Night Sweet Prince, que recibió excelentes críticas.
En los años 1970 conoció a Gloria Steinem, Betty Dodson y otras activistas en la primera conferencia sexual de mujeres en Barnard College en Nueva York. A partir de ahí empezó a colaborar con grupos de sensibilización y talleres de orientación para la mujer y el incesto.
A principios de los años 1990, regresó a Canadá y se reasentó en Victoria (Columbia Británica) y en Saint-Hippolyte (Quebec). A pesar de que residió durante gran parte de su vida en Estados Unidos, siguió siendo una ciudadana canadiense durante toda su vida. Tenía una hija, dos nietos y seis bisnietos. Era una miembro activa de la Sociedad Religiosa de los Amigos.
Sherwood apareció en muchas telenovelas en los últimos años como Guiding Light y The Secret Storm. Realizó cameos en All My Children y en Another World. Apareció también en uno de los episodios finales de Capitol, como la trabajadora de la agencia de empleo que ayuda a Janis Paige a conseguir un trabajo para su hijo, Trey Clegg.

## Producciones originales de Broadway
- El caso
- Las brujas de Salem
- La gata sobre el tejado de zinc
- Dulce pájaro de juventud
- La noche de la iguana
- Invitación a una marcha
- Arturo Ui
- ¿Escucho un vals?
- Evidencia inadmisible
- Edward Albee
- Getting Out
- Hey you, Light Man
- Brecht on Becket
- Older People

## Filmografía
- Danger (1 episodio, 1953)
- You are there (1 episodio, 1955)
- Baby Doll (1956) (no aparece en los créditos) como enfermera
- La gata sobre el tejado de zinc (1958) como Mae Flynn Pollitt
- Way Out (1 episodio, 1961) como Cora Tench
- Dulce pájaro de juventud (1962) como Miss Lucy
- El fugitivo (2 episodios, 1963 y 1964) (estrella invitada)
- The Edge of Night (1964)  como Ann Kelly
- Hurry Sundown (1967)  como Eula Purcell
- La novicia voladora (1967-1970) como la Reverenda Madre Superiora Plácido
- Pendulum (película) (1969) como Eileen Sanderson
- Guiding Light (1970-1971) como Betty Eiler
- The Manhunter (1972) como Ma Bocock
- The Secret Storm (1972-1973) como Carmen
- Wicked, Wicked (1973) como Lenore Karadyne
- Columbo (1 episodio, 1974) como Miss Brady
- Rich Man, Poor Man Book II (1976) como la señora Hunt
- Al final de la escalera (1980) como la señora Norman
- One Life to Live (1980) como Bridget Leander
- Resurrection (1980) como Ruth
- Teachers (1984) como Grace
- Hotel (1 episodio, 1986)
- Nobody's Child (1986) como la enfermera Rhonda
- Dinastía ( 1 episodio, 1987)
- Cagney & Lacey (1 episodio, 1987)